# Martha Stewart
Martha Stewart (født som Martha Helen Kostyra 3. august 1941) er en amerikansk modedronning og milliardær.
Hun er en berømt tv-personlighed, og med små midler startede hun forretningsimperiet Martha Stewart Omnimedia Inc, der er toneangivende inden for mode, livsstil og bolig i USA.
I 2003 blev der lavet en film om hendes liv.
Fredag den 16. juli 2004 blev hun idømt fem måneders fængsel samt en bøde på 180.000 kroner i en sag om insiderhandel med aktier i bioselskabet ImClone Systems.
Martha Stewart hævdede at hun solgte sine aktier, da de ramte en bestemt kurs... dagen før de styrtdykkede.
Hun var en periode kæreste med it-milliardæren Charles Simonyi. Men efter hans tur som rumturist i 2007 var det slut.